# 港南警察署
港南警察署（こうなんけいさつしょ）は、神奈川県警察が管轄する警察署の一つ。
横浜市警察部隷下、第一方面に属する中規模警察署であり、署長は警視。識別章所属表示はIG。以前は「大岡警察署」と呼ばれていた。現庁舎は本館と新館の２棟構造となっているが、2022年現在、老朽化・狭隘化に伴い、庁舎建て替え計画が進行中。
居住人口およそ21万人と市内でも有数のベッドタウンである横浜市港南区全域の治安を担っている。管内は住宅地が主であるが、区北部に位置する上大岡駅周辺は横浜市南部エリアでも有数の繁華街が形成されており、人口増加が著しい地域である。このほか、区内を通る神奈川県道21号横浜鎌倉線（鎌倉街道）、市道環状2号線などは昼夜通して交通量が非常に多く、こうした幹線道路での交通事故事案も多い。

## 所在地
- 横浜市港南区港南中央通11番1号
- 最寄駅：横浜市営地下鉄ブルーライン 港南中央駅

## 管轄区域
- 横浜市港南区
  - 管轄面積：19.86km2

## 沿革
- 1921年4月1日 寿警察署日下分署を開設。
- 1926年6月10日 日下警察署に昇格。
- 1928年7月1日 大岡警察署に改称。
- 1948年3月7日 警察法の公布に伴い、自治体警察として横浜市警察が発足。横浜市大岡警察署となる。
- 1949年10月1日 管轄区域のうち大岡町字永窪を寿警察署に移管。
- 1955年7月1日 横浜市警察が神奈川県警察に統合されたことに伴い神奈川県大岡警察署となる。
- 1966年
  - 5月1日 横浜市南区大岡町1160番地の1から笹下町969番地（現在地）に現庁舎が落成のうえ移転。
  - 5月6日 旧本署所在地に大岡町派出所を設置し署在を廃止。
- 1970年4月 横浜市行政区再編成に伴い、管轄区域の一部を寿警察署（現：南警察署）に移管。
- 1972年4月1日 神奈川県港南警察署に改称。
- 2022年4月1日 関の下交番を廃止[1]。

## 内部組織
署員数約200名
- 署長（警視）
- 副署長（警視）
- 地域担当次長（警視）
- 警務課 - 警務係、住民相談係
- 留置管理課（平成28年度新設） - 管理係
- 会計課 - 会計係
- 生活安全課 - 防犯少年係、経済保安係
- 地域第一課 - 地域企画係、地域係
- 地域第二課 - 地域係
- 地域第三課 - 地域係

（警ら用無線自動車3台、小型警ら車4台）
- 刑事課 - 刑事総務係、強行犯係、知能犯係、盗犯係、鑑識係、組織犯罪対策係
- 交通課 - 交通総務係、交通捜査係、交通指導係
- 警備課 - 警備係

（10課体制）
※「神奈川県警察の組織に関する規則（昭和44年神奈川県公安委員会規則第2号）」を参考にした。

## 交番
- 上大岡駅前交番　港南区上大岡西一丁目6番1号
- 笹下交番　港南区笹下三丁目11番25号
- 日野交番　港南区日野七丁目4番14号
- 芹が谷交番　港南区芹が谷二丁目20番28号
- 南高校前交番　港南区大久保三丁目7番10号
- 野庭交番　港南区野庭町609番地2
- 港南台駅前交番　港南区港南台三丁目1番5号
- 上永谷駅前交番　港南区丸山台三丁目14番3号
- 港南台南交番　港南区港南台六丁目8番24号

### 廃止された交番
- 関の下交番　上大岡西二丁目15番23号[2] - 1968年9月開設、2022年3月末日に上大岡駅前交番に統合され運用停止

## 駐在所
- 日限山駐在所　港南区日限山四丁目10番3号

## 街頭緊急通報装置
- 上大岡駅周辺（港南区上大岡西一丁目）　1基

## 自動車ナンバー自動読取装置
- 港南区上大岡西1丁目（県道21号）
- 港南区港南台4丁目（県道21号）
- 港南区日野1丁目（県道21号）
- 港南区日野5丁目（県道21号）
- 港南区笹下3丁目（県道22号）
- 港南区港南台9丁目（一般市道）
- 港南区芹が谷1丁目（一般市道）